# Idea muna
Idea muna är en fjärilsart som beskrevs av Hans Fruhstorfer 1903. Idea muna ingår i släktet Idea och familjen praktfjärilar. Inga underarter finns listade i Catalogue of Life.